# Koen Van den Heuvel
Koen Van den Heuvel (Bornem, 1 augustus 1964) is een Belgisch politicus voor de CVP  en diens opvolger de CD&V.

## Levensloop
Na zijn humaniora aan het Sint-Jan Berchmansinstituut (SJABI) te Puurs studeerde Van den Heuvel in 1988 af als licentiaat in de economie en als licentiaat in de politieke en sociale wetenschappen aan de Katholieke Universiteit Leuven. In 1985 haalde hij daar ook al een baccalaureaat in de filosofie. Zijn professionele carrière begon bij de Nationale Bank van België, waar hij van 1989 tot 2004 werkte als kaderlid op de studiedienst.
In oktober 1988 werd Van den Heuvel voor het eerst verkozen tot gemeenteraadslid van Puurs. Van 1992 tot 1997 was hij er schepen van Jeugd, Cultuur en Financiën. Van 1997 tot 2018 was hij burgemeester van Puurs. Hij deed verschillende investeringen in gemeenschapsinfrastructuur. In 2017 beslisten Puurs en Sint-Amands om samen te fusioneren tot Puurs-Sint-Amands, de gemeente die sinds 1 januari 2019 bestaat. De lijst CD&V-teamkoen behaalde een absolute meerderheid zodat Koen Van den Heuvel, als lijsttrekker, de eerste burgemeester werd van deze nieuwe gemeente. Na de verkiezingen van oktober 2024 bleef Van den Heuvel burgemeester van Puurs-Sint-Amands.
Bij de derde rechtstreekse Vlaamse verkiezingen van 13 juni 2004 werd hij verkozen in de kieskring Antwerpen. Als Vlaams Parlementslid zetelde Van den Heuvel van 2004 tot 2009 in de commissies Economie, Werk en Sociale Economie en Algemeen Beleid, Financiën en Begroting. Ook na de volgende Vlaamse verkiezingen van 7 juni 2009 werd hij midden juli 2009 weer Vlaams Parlementslid als opvolger van Kris Peeters, die minister-president van de Vlaamse regering werd. In de legislatuur 2009-2014 werd Van den Heuvel lid van de commissies Algemeen Beleid, Financiën en Begroting (2009-2014) en Economie, Economisch Overheidsinstrumentarium, Innovatie, Wetenschapsbeleid, Werk en Sociale Economie (2009-2012). Van begin februari tot eind november 2012 maakte hij als secretaris deel uit van het Bureau (dagelijks bestuur) van het Vlaams Parlement, waarna hij er vanaf 1 december 2012 de CD&V-fractie voorzat. 
Bij de Vlaamse verkiezingen van 25 mei 2014 werd hij opnieuw rechtstreeks verkozen tot lid van het Vlaams Parlement. Vervolgens werd hij weer CD&V-fractievoorzitter. Van den Heuvel bleef Vlaams Parlementslid en CD&V-fractieleider tot in februari 2019 en zetelde in zijn derde termijn als Vlaams Parlementslid tevens in de commissies Algemeen Beleid, Financiën en Begroting en Bestuurszaken, Binnenlands Bestuur, Inburgering en Stedenbeleid.
Als Vlaams Parlementslid toonde hij grote interesse in financiën en begroting, binnenlands bestuur, innovatie en werk. Gedurende de onderhandelingen van de zesde staatshervorming was hij een van de betrokkenen voor CD&V wat betreft de financieringswet.
Op 6 januari 2019 benoemde de algemene vergadering van CD&V hem tot lijsttrekker voor de Vlaamse verkiezingen van 26 mei 2019. Exact een maand later, op 6 februari 2019, werd hij na het ontslag van Joke Schauvliege minister van Omgeving, Natuur en Landbouw in de Vlaamse Regering. Als fractieleider werd hij opgevolgd door Peter Van Rompuy. In Puurs-Sint-Amands werd Peter Van Hoeymissen waarnemend burgemeester.
Bij de Vlaamse verkiezingen van mei 2019 werd Van den Heuvel verkozen met 36.825 voorkeurstemmen. Toen daaropvolgend de Vlaamse regering-Jambon aantrad op 2 oktober 2019, verdween Van den Heuvel uit de Vlaamse regering. Hij nam vervolgens zijn functies als Vlaams Parlementslid en burgemeester van Puurs-Sint-Amands opnieuw op. Als Vlaams Parlementslid was hij van 2019 tot 2020 lid van de commissie Binnenlands Bestuur, Gelijke Kansen en Inburgering en zetelde hij van 2019 tot 2021 in de commissie Leefmilieu, Natuur, Ruimtelijke Ordening en Energie en van 2021 tot 2024 in de commissie Algemeen Beleid, Financiën, Begroting en Justitie.
In 2014 werd hij ridder in de Leopoldsorde. Van 2015 tot 2020 was hij tevens plaatsvervangend lid van het Comité van de Regio's, waarvan hij sinds 2020 volwaardig lid is. Sinds 2020 is hij eveneens bestuurder van Fluxys en Publigas.
Bij de federale verkiezingen van juni 2024 kreeg Van den Heuvel de tweede plaats toegewezen op de CD&V-lijst voor de kieskring Antwerpen. Hij werd met 13.514 stemmen verkozen in de Kamer van volksvertegenwoordigers, waar hij vast lid werd van de commissies Financiën en Begroting en Landsverdediging.

## Privé
Hij is vader van drie kinderen. In 2017 werd bekend dat hij een latrelatie heeft met partijgenote Katrien Partyka.

## Overzicht deelname politieke verkiezingen
- Kamer van volksvertegenwoordigers 10 juni 2003 - 5e plaats kieskring Antwerpen - CD&V - niet verkozen (13.547 stemmen).
- Vlaams Parlement 13 juni 2004 – 8e plaats kieskring Antwerpen - CD&V-N-VA – verkozen (12.987 stemmen)
- Gemeenteraad 8 oktober 2006 - Puurs - 1e plaats - CD&V-N-VA - verkozen (3.539 stemmen)
- Vlaams Parlement 7 juni 2009 - 1ste opvolger kieskring Antwerpen - CD&V (13.129 stemmen), vervangt Kris Peeters die minister-president werd
- Senaat 13 juni 2010 - 14e plaats Vlaamse kieskring - CD&V – niet verkozen (19.774 stemmen)
- Gemeenteraad 14 oktober 2012 - Puurs - 1e plaats - CD&V – verkozen (3.185 stemmen)
- Vlaams Parlement 25 mei 2014 - 3e plaats kieskring Antwerpen - CD&V - verkozen (16.775 stemmen)
- Gemeenteraad 14 oktober 2018 - Puurs-Sint-Amands - 1e plaats - CD&V-teamkoen - verkozen (4.656 stemmen)[8]
- Vlaams Parlement 26 mei 2019 - 1e plaats kieskring Antwerpen - CD&V - verkozen (36.825 stemmen)
- Kamer van volksvertegenwoordigers 9 juni 2024 - 2e plaats kieskring Antwerpen - CD&V - verkozen (13.514 stemmen)